# Секуляризм во Франции

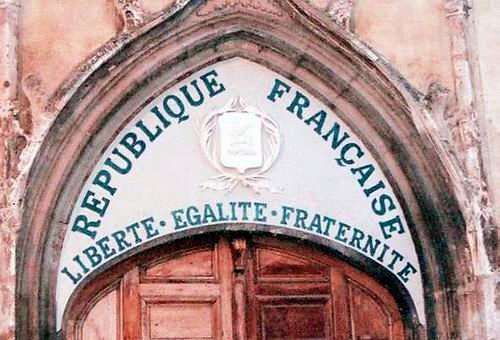
Девиз Французской республики на тимпане церкви в Опсе, департамент Вар, который был установлен после принятия Закона 1905 года о разделении государства и церкви. Такие надписи на церкви очень редки; этот был восстановлен во время двухсотлетия Французской революции 1989 года.

Секуляризм (лаицизм, фр. laïcité [la.i.si.te], от латинского lāicus, заимствованное из греческого λᾱϊκός lāïkós «народа», от λᾱός lāós «народ») является конституционным принципом Франции. Статья 1 французской Конституции обычно интерпретируется как запрещающая участие религиозных деятелей в государственных делах, особенно при определении государственной политики; он также запрещает участие государства в религиозных делах и, в частности, запрещает влияние правительства на определение религии. Секуляризм во Франции не исключает права на свободное исповедание религии.
Французский секуляризм имеет долгую историю. В течение последнего столетия политика французского правительства основывалась на французском законе 1905 года о разделении церквей и государства который, однако, не применим в Эльзасе и Мозеле.

### Комментарии
1. ↑  Слово laïcisme возникло в 1842 году. Впервые вошло в широкое употребление в 1871 году при обсуждении запрета на преподавание религии в начальных школах[5]

### Сноски
1. ↑  Dictionnaire GLOBAL Français-Anglais, 2018. Дата обращения: 19 октября 2020. Архивировано 4 мая 2022 года.
2. ↑  Collins Robert French Dictionary Unabridged, Harper Collins publishers
3. ↑  Webster’s Revised Unabridged Dictionary. Retrieved September 30, 2008, from Dictionary.com website: laic Архивная копия от 3 марта 2016 на Wayback Machine
4. ↑  TLFi dictionary. Дата обращения: 19 октября 2020. Архивировано 7 января 2020 года.
5. ↑  Ford, Caroline C. (2005), Divided houses: religion and gender in modern France, Cornell University Press, p. 6, ISBN 0801443679, Архивировано из оригинала 20 августа 2020, Дата обращения: 10 февраля 2012
6. ↑  Religion and Society in Modern Europe, by René Rémond (Author), Antonia Nevill (Translator), Malden, MA, U.S.A.: Blackwell Publishers, 1999.
7. ↑  Evelyn M. Acomb, The French Laic Laws, 1879—1889: The First Anti-Clerical Campaign of the Third French Republic, New York : Columbia University Press, 1941
8. ↑  France. Berkley Center for Religion, Peace, and World Affairs. Дата обращения: 15 декабря 2011. Архивировано из оригинала 17 июля 2015 года. See drop-down essay on «The Third Republic and the 1905 Law of Laïcité»,